# Richard Mead
Richard Mead (11 août 1673, Londres – 16 février 1754, Londres) est un médecin britannique. Son livre A Short Discourse concerning Pestilential Contagion... est historiquement important pour l'étude des maladies transmissibles.

## Biographie
Septième enfant de Matthew Mead (1630–1699), un ministre de culte indépendant, Richard naît dans le borough de Stepney à Londres. Il étudie pendant trois ans à Utrecht aux Pays-Bas sous la supervision du philosophe Johann Georg Grævius. Ayant décidé de poursuivre en médecine, il se rend ensuite à Leyde, où il suit les cours de botanique de Paul Hermann et de médecine d'Archibald Pitcairne. En 1695, il obtient un diplôme en philosophie et en médecine de l'université de Padoue. Il retourne à Londres en 1696, où il commence une fructueuse carrière médicale.
Son Mechanical Account of Poisons (Conséquence mécanique des poisons ; Mead explique que les venins doivent leur efficacité au fait qu'ils sont injectés après perforation de la peau et il conçoit que les venins sont formés de particules solides, lesquelles provoquent mécaniquement un résultat fatal dans le sang) est publié en 1702 et, en 1703, il est élu à la Royal Society, laquelle a publié la même année,  dans ses Transactions, son article sur la nature parasitique de la gale. Toujours en 1703, il est nommé médecin au St Thomas' Hospital et donne des cours d'anatomie. C'est seulement en 1707 que l'université d'Oxford lui remet son diplôme officiel en médecine pour le Royaume-Uni. À la mort de John Radcliffe en 1714, Mead est de facto reconnu comme le chef de sa profession. La même année, il accompagne la reine Anne de Grande-Bretagne dans ses derniers moments. En 1720, une épidémie de peste ravage Marseille. Le gouvernement britannique envisage de mettre en vigueur une autre loi sur la quarantaine, mais avant de se décider, il demande l'avis de Mead. Il répond en publiant la même année son livre A Short Discourse concerning Pestilential Contagion, and the Method to be used to prevent it (Une brève dissertation sur la contagion pestilentielle et la méthode pour la prévenir). L'ouvrage connaîtra neuf rééditions, jusqu'en 1744. Critiqué dès sa publication, il fera néanmoins progresser les connaissances sur les maladies transmissibles. 
En 1721, il supervise l'inoculation d'une substance à sept prisonniers ; ils seront tous guéris. Cette expérience confirmera l'utilité de l'inoculation. Il perçoit un revenu élevé pour l'époque, ce qui lui permet de soigner des personnes gratuitement. En 1724, il procède à l'édition du Myotomia Reformata de William Cowper, l'un des meilleurs ouvrages d'anatomie musculaire humaine de l'époque. De 1722 à 1733, il soutient financièrement l'édition complète de l'ouvrage History de Jacques-Auguste de Thou (7 volumes in-folio), publié originellement en français sous le titre histoire universelle. En 1727, il est nommé médecin du roi George II, pour lequel il avait servi lorsque le monarque était prince de Galles,,. Pendant son service auprès du roi, Richard Mead collabore à la création d'un organisme caritatif, le Foundling Hospital, en tant que gouverneur fondateur et conseiller en toute matière médicale. Peut-être sur sa suggestion, l'architecte Theodore Jacobsen a ajouté une grande cour dans le but de promouvoir l'exercice auprès des enfants. Même si l'hôpital sert surtout de refuge aux enfants abandonnés, l'institution maintient une salle de soins et une pharmacie à la suggestion de Mead. 
Richard Mead poursuivra sa carrière médicale jusqu'à sa mort tout en rédigeant des ouvrages et en prononçant des conférences. Collectionneur d'écrits anciens, il échangera avec des érudits de son époque sur leurs contenus.
Il meurt dans sa maison de Bloomsbury le 16 février 1754. Cette maison servira plus tard comme lieu fondateur du Great Ormond Street Hospital.
Il collectionnait des peintures, des livres rares, des sculptures classiques, des gemmes et des spécimens zoologiques, dont il autorisait l'étude dans sa maison de Bloomsbury à Londres,. Sa collection comprenait plus de 100 000 livres. Après sa mort, 56 jours d'encan ont été nécessaires pour les vendre aux collectionneurs. Richard Mead était franc-maçon. Un buste à son effigie se trouve dans l'aile nord de l'abbaye de Westminster.

## Œuvres

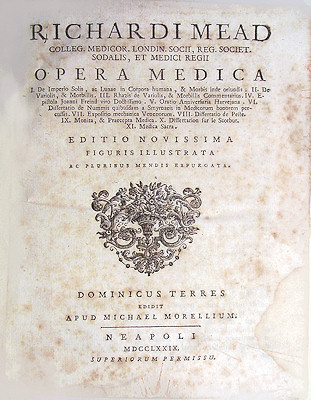
Page couverture de son Opera medica.

En plus de son Mechanical Account of Poisons (2e édition en 1708), Mead a publié :
- (la) De Imperio Solis ac Lunae in Corpora humana, & Morbis inde oriundis, 1704 (De l'influence du Soleil et de la Lune sur les corps humains et les maladies qui en sont issues)
- A Short Discourse concerning Pestilential Contagion, and the Method to be used to prevent it, 1720
- De variolis et morbillis dissertatio, 1747
- (la) Medica sacra, sive de morbis insignioribus qui in bibliis memorantur commentarius, 1748
  - (en) Medica Sacra; Or, A commentary on the most remarkable diseases, mentioned in the Holy Scriptures, 1755 (dans cet ouvrage, il avance que l'idée païenne de démon est entré dans le discours chrétien[12]
- (en) On the Scurvy, 1749
- (la) Monita et praecepta medica, Grund & Holle, Hamburgi 1752 ([lire en ligne])
- (en) Pharmacopoeia [Pharmacopoea] Meadiana : faithfully gathered from original Prescriptions, containing the most elegant Methods of Cure in Diseases ; to which are annexed useful Observations upon each Prescription ; the whole digested under proper Heads, Londres : Hinton, 1756 ([lire en ligne])